# Wurmbea odorata
Wurmbea odorata är en tidlöseväxtart som beskrevs av Terry Desmond Macfarlane. Wurmbea odorata ingår i släktet Wurmbea och familjen tidlöseväxter. Inga underarter finns listade i Catalogue of Life.